# Tiszavalk
Tiszavalk község Borsod-Abaúj-Zemplén vármegyében, a Mezőkövesdi járásban.

## Fekvése
A Tisza jobb partján, a Tisza-tó közelében fekszik, a Mezőkövesd-Ároktő között húzódó 3302-es út mentén. Tömegközlekedéssel Mezőkövesd és Mezőcsát felől a Volánbusz 4010-es járatával közelíthető meg.

## Nevének eredete
Neve puszta személynévből keletkezett magyar névadással. Az alapját adó szó szláv eredetű, a szláv nyelvekben előfordul több változata is pl. a  cseh Vlk, a lengyel Wilk. A név előzménye a farkas jelentésű ószláv Bolk.

## Története
Tiszavalk a Tisza-tó északi csücskében elhelyezkedő ősi település, már a történelem előtti időkben is lakott volt, határában még feltáratlan – feltételezések szerint – Közép-Európa legnagyobb kiterjedésű bronzkori telephelye.
Nevét 1332-ben a pápai tizedjegyzék említette először, ekkor már említették Mindenszentekről elnevezett templomát is. Papja ekkor 8 garas pápai tizedet fizetett.
1447-ben említették nevét ismét egy határjárási oklevélben, Thethes puszta határjárásakor, amikor Walk possessió képviseletében birtokszomszédként Gergely bíró, majd 1467-ben egy újabb határjárási oklevél tesz említést róla.
1546-ban Balassa Zsigmondnak, a diósgyőri vár urának faluja, majd 1548-ban szerepel újból egy összeírásban egy földnélküli zsellérrel. Az 1576-os dézsmajegyzékben pedig már nincs adat Valkról.
A település turisztikai szempontból kivételesen jó helyen fekszik. 
A kirándulni és kikapcsolódni vágyók a közelben megtalálják a Bükki Nemzeti Parkot és a világörökség részét képező Hortobágyi Nemzeti Parkot. 
Különleges természeti kincse a településnek, a Tisza-tavi madárrezervátum, ami a Tisza-tó északi területén, a Tiszavalki-öbölben található. Szigorúan védett természeti érték, amelyet felvettek a nemzetközileg elismert vízimadár-élőhelyek sorába, és része az UNESCO által adományozott világörökség része-címet elnyert Hortobágyi Nemzeti Parknak.

## Közélete

### Polgármesterei
- 1990–1994: Mikola István (független)[3]
- 1994–1998: Mikola István (független)[4]
- 1998–2002: Mikola István (független)[5]
- 2002–2006: Mikola István (független)[6]
- 2006–2010: Mikola István (független)[7]
- 2010–2014: Domonkos Józsefné (független)[8]
- 2014–2019: Domonkos Józsefné (független)[9]
- 2019–2024: Szabó István (független)[10]
- 2024– : Szabó István (független)[1]

A településen a 2010. október 3-án megtartott önkormányzati választás után, a polgármester-választás tekintetében nem lehetett eredményt hirdetni, az első helyen kialakult szavazategyenlőség miatt: az öt jelölt közül Domonkos Józsefné és Tompáné Kovács Erika (mindketten függetlenek) egyaránt 81-81 szavazatot szerzett meg az érvényesen leadott 231 voksból. Az emiatt szükségessé vált időközi polgármester-választást 2010. december 18-án tartották meg, ezen már csak a korábbi holtversenyben részes két jelölt indult el, és kicsivel nőtt a választói aktivitás is: héttel több érvényes szavazólapot számoltak össze. A lakosok mozgósítása Domokos Józsefnének sikerült jobban, 12 szavazatnyi különbséggel ő nyerte a választást.

## Népesség
A település népességének változása:
| Lakosok száma | 314  | 310  | 304  | 297  | 281  | 301  | 290  |
|               | 2013 | 2014 | 2015 | 2021 | 2022 | 2023 | 2024 |

A 2001-es népszámlálás adatai szerint a településnek csak magyar lakossága volt.
A 2011-es népszámlálás során a lakosok 90,4%-a magyarnak mondta magát (9,6% nem nyilatkozott). A vallási megoszlás a következő volt: római katolikus 12,2%, református 71%, görögkatolikus 0,3%, felekezeten kívüli 4,6% (11,9% nem válaszolt).
2022-ben a lakosság 96,4%-a vallotta magát magyarnak, 0,4% románnak, 2,5% egyéb, nem hazai nemzetiségűnek (3,6% nem nyilatkozott; a kettős identitások miatt a végösszeg nagyobb lehet 100%-nál). Vallásuk szerint 11,4% volt római katolikus, 54,8% református, 0,4% görög katolikus, 2,5% felekezeten kívüli (30,6% nem válaszolt).

## Nevezetességei
- Szilpuszta - Volt Tisza-ártéren szikes talajon növényritkaságok.
- Tisza-tavi madárrezervátum